# Stefano Cerioni
Stefano Cerioni (Madrid, 24 de janeiro de 1964) é um esgrimista italiano, bicampeão olímpico.
Stefano Cerioni nasceu em Madrid, onde seu pai trabalhava, mudou logo cedo, para Jesi, ele representou seu país nos Jogos Olímpicos de Verão de 1984 a 1996. Conseguiu a medalha de ouro Florete por equipe em 1984 e no individual em 1988.